# Radio La Colifata
Radio La Colifata és una emissora de ràdio de freqüència modulada argentina, que transmet en la freqüència de 100.3 MHz en Buenos Aires. Deu el seu nom al lunfardo «colifato», «boig estimable» i posseeix la peculiaritat de ser la primera en el món conduïda per pacients d'un psiquiàtric.

## Origen
Va ser iniciada en el 3 d'agost de 1991, per iniciativa de l'encara estudiant i posteriorment psicòleg Alfredo Olivera com a part de la teràpia de recuperació per a pacients del Hospital Neuropsiquiátrico Doctor José T. Borda. La intenció original del programa era dotar a pacients internats i externats d'un espai d'autonomia i facilitar-los eines per a recuperar la iniciativa necessària per a la seva reinserció a la sortida de la seva internació.
Olivera cercava:
| « | Reconstruir l'ús del llenguatge (...) la pèrdua del qual és un dels elements associats a les psicosis. | » |

| « | Modificar la idea que els interns psiquiàtrics són gent perillosa (...) i millorar la comprensió del problema del sofriment psíquic. | » |

### Els seus inicis
En el seu format original les emissions gravades amb els interns es transmetien en forma d'una columna especialitzada a la FM comunitària S.O.S. de San Andrés, província de Buenos Aires; Olivera dirigia les sessions d'enregistrament, en les quals cada intern prenia un dictàfon o gravador de cinta portàtil i parlava lliurement del que volgués comunicar. Després eren editats de manera artesanal en un sistema doble cassetera en forma de micro-programes de fins a dos minuts de durada. Els resums dels enregistraments van convocar a una àmplia audiència, la qual cosa va possibilitar que, diversos anys més tard, es reunís l'equip necessari per a transmetre des del mateix Hospital Borda, on es troba d'aquí en més l'emissora.
El locutor Lalo Mir i el periodista Nelson Castro van captar aquest fenomen i van col·laborar en el seu desenvolupament transmetent micros en els seus programes radials.
LLes transmissions directes des de l'hospital es realitzen els dies dissabte, entre les 14.00 i les 20.00 hores. La ràdio es pot escoltar en viu en la pàgina d'Internet o també a l'FM 100.3. Transmet en viu per Internet les 24 hores del dia. Les sis hores de programació es retransmeten en format de microprogrames que no duren més de dos o tres minuts durant la setmana en diverses emissores argentines, uruguaianes i mexicanes. També es poden realitzar visites els dies de transmissió al carrer Ramón Carrillo 375, al barri de Barracas, a la Ciutat Autònoma de Buenos Aires, Argentina.

### Equipament tècnic
L'equipament tècnic es va adquirir mitjançant donacions individuals i dos subsidis oficials, un de la secretaria de Desenvolupament Social de la Nació el 1996 i un altre del govern porteny el 1997. L'empresa fabricadora d'equipament radial M-31 va donar un transmissor de 300 watts, i el programa de televisió Sorpresa y Media conduït aleshores per Julián Weich va facilitar l'antena.
La resta de l'equip —una consola mescladora de 6 canals, equip d'enregistrament i reproducció de CD, DAT, cassets i discos de vinil, micròfons i un automòbil Citroën que funciona com a unitat mòbil— van provenir de donants particulars.
El futbolista Oscar Ruggeri, juntament amb Lalo Mir i la ONG Organización Ecológica Utopía, va reunir els fons per a la construcció del local de l'estudi dins del predi del Borda. Olivera va actuar com a enginyer d'enregistrament, amb la col·laboració d'interns i exinterns. També compten amb estudis propis, dins de l'hospital, construït gràcies a una empresa privada.
Recentment (amb motiu al seu 23° aniversari) van estrenar nova antena i nou transmissor, arribant amb la seva cobertura a gairebé tota la Ciutat de Buenos Aires. Aquests van ser finançats amb recursos provinents del govern nacional a través de l'Autoritat Federal de Serveis de Comunicació Audiovisual (AFSCA).

## Influència mundial
La seva accionar va ser replicat en diverses parts del món basant-se en els progressos realitzats a la colifata i adaptats als mitjans i la cultura de cada país.
També ha estat promocionada per The Coca-Cola Company a Espanya per al seu producte «Beguda Isotònica Aquarius».
Un altre difusor de la colifata va ser el cantautor franc-espanyol Manu Chao, qui, va conèixer a la Colifata a través dels micros realitzats en l'emissora i lliurats al director Carlos Larrondo. Aquests micros van formar part d'un compilat de grups musicals del carrer del Barri gòtic de Barcelona (Chesudaka, entre altres).
Els membres de la Colifata també van tenir l'experiència de treballar com a extres a la pel·lícula Tetro de Francis Ford Coppola.
El grup espanyol El Canto del Loco la va publicar en un CD+DVD on comparteixen vivències amb els membres de La Colifata anomenat Radio La Colifata presenta a El Canto del Loco.
Van participar en un vídeo amb el cantant argentí Javier Calamaro d'un tema del seu últim disc «este minuto».
La hi pot escoltar en línia a través del seu lloc web. També es va fer un documental dirigit per Carlos Larrondo.
El 2007 va rebre l'Esment Especial dels Premis Konex atorgat per la Fundació Konex.

## Experiències basades en ràdio La Colifata en el món
La ràdio es va convertir en model d'unes altres.
Varias radios han tomado la base de La Colifata adaptándola cada una a su criterio de trabajo y comunidad en la qual se encuentran.
- Web de radio Nikosia, Barcelona.[10][11][12]
- Radio Vilardevoz, Montevideo, Uruguai.[13]
- Web de Programa de Radio Travesías, Marbella, Màlaga.[14]
- Webo de Podemos Volar, San José, Costa Rica.[15]
- Web Radio Les Z'entonnoirs, Roubaix, França[16]
- Radio Diferencia, Valparaíso, Xile.[17]
- Radio Estación Locura, Santiago, Xile.[18]
- Radio Radiola, Tandil, Argentina.[19]
- Radio Total Normal, Suècia.[20]
- Radio Citron, París, França.[21]
- Radio Descosidos, Lima, Perú